# Forevermore (Fernsehserie)
Forevermore ist eine philippinische romantische Drama-Fernsehserie, die vom 27. Oktober 2014 bis 22. Mai 2015 auf ABS-CBN ausgestrahlt wurde.

## Handlung
Erzählt wird die Geschichte von Alexander „Xander“ Grande III, dem rebellischen, gebrochenen einzigen Kind eines Hotel-Magnaten, und von Maria Agnes Calay, einer demütigen, schönen und fleißigen Tochter eines Erdbeer-Bauern in La Presa, Benguet. Die Wege der beiden kreuzen sich, als Xander nach einem Base-Jump im Erdbeer-LKW von Agnes landet. Nach diesem Vorfall wird Xander von seinen Eltern dazu gezwungen, für die Schäden und seine Rücksichtslosigkeit zu zahlen. Sie schicken ihn auf die Erdbeer-Farm, wo er ohne jegliche komfortable Annehmlichkeiten und unter der Leitung von Agnes sowie neben ihrer Erdbeer-Farm-Community selbst an die Arbeit gehen muss. Diese Reise, die für Xander ein Eintauchen in eine völlig andere Welt bedeutet, ist nicht leicht für beide, aber durch Agnes und die Gemeinde La Presa verwandelt sich Xander von einem gebrochenen Jungen in einen sehr charmanten, verständnisvollen und fürsorglichen Mann, der von allen geliebt wird. Xander und Agnes sind schon bald ineinander verliebt, jedoch stehen, von Agnes unbemerkt, noch einige unerledigte Geschäfte zwischen Xander und seiner ersten Liebe, Kate Saavedra, aus. Abgesehen davon wird die Liebe von Xander und Agnes auch gefordert, als sie sich in einen Streit zwischen ihren Familien über Land auf der Erdbeer-Farm verstricken. Xander meint zu erkennen, was wirklich wichtig ist und bringt das größte Opfer an Agnes, die Frau, die er am meisten liebt, indem er sich von ihr trennt. Wie das Schicksal so will, treffen sich die beiden nach zwei Jahren Trennung wieder und es stellen sich die Fragen, ob sie eine weitere Chance miteinander haben, ob sie um ihre einstige große Liebe kämpfen werden oder ob sie sich weiterhin aus dem Weg gehen.

## Besetzung
| Schauspieler               | Rolle                          |
| -------------------------- | ------------------------------ |
| Enrique Gil                | Alexander „Xander“ Grande III  |
| Liza Soberano              | Maria Agnes Calay              |
| Diego Loyzaga              | Jay Fernandez                  |
| Sofia Andres               | Katherine „Kate“ Saavedra      |
| Joey Marquez               | Buboy „Papang/Mang Bubs“ Calay |
| Zoren Legaspi              | Alexander „Alex“ Grande II     |
| Lilet                      | Bettina Rosales                |
| Irma Adlawan               | Mirasol Amparo                 |
| Marissa Delgado            | Doña Soledad Grande            |
| Almira Muhlach             | Marites „Mamang“ Calay         |
| Pinky Amador               | Sheree Diana Elizabeth Grande  |
| Yves Flores                | Andrew Fontanilla              |
| Kit Thompson               | Julius San Juan                |
| Beverly Salviejo           | Margarita „Meg“ Gomez          |
| Nonong „Bangkay“ de Andres | Mang Bangky                    |
| Lilia Cuntapay†            | Aling Aunor                    |
| Jason Francisco            | Orly Cranberry                 |
| Joj Agpangan               | Clauie Bernales                |
| Jai Agpangan               | Judy Bernales                  |
| Karen Dematera             | Karen                          |
| Marco Gumabao              | JC                             |
| CJ Navato                  | Dexter                         |
| Igi Boy Flores             | Momon                          |
| Joe Gruta                  | Ka Sebio                       |
| Pepe Herrera               | Cesar Bernales                 |
| Raymond Osmena             | Damian                         |
| Jesse James Ongteco        | Niknok                         |
| Bernadette Allyson-Estrada | Loulie Perez-Saavedra          |
| Michael Flores             | Jaime Saavedra                 |
| Erich Gonzales             | Alexandra „Alex“ Pante         |